# 上麻生 (川崎市)

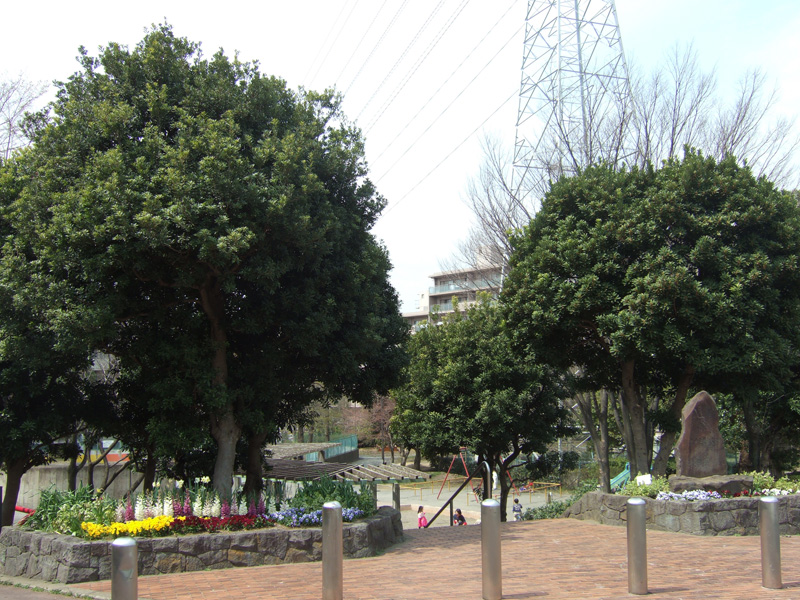
上麻生隠れ谷公園

上麻生（かみあさお）は、神奈川県川崎市麻生区の地名。現行行政地名は大字の上麻生と上麻生1丁目から上麻生7丁目。住居表示は、上麻生が未実施、上麻生1丁目から上麻生7丁目は実施済区域。

## 地理
麻生川の東側、小田急小田原線に沿う低地と、その東側の丘陵地からなる南北に長い地域である。丘陵地は1970年代以降住宅地として開発が進んだ。南部は柿生駅など旧・都筑郡柿生村の中心部にあたる。北部は新百合ヶ丘の南側で、現在は麻生区の中心部となっている。
北は万福寺、百合丘、東は王禅寺西、下麻生、南は東京都町田市三輪町、西は町田市能ヶ谷、片平、古沢に接する。

### 地価
住宅地の地価は、2025年（令和7年）1月1日の公示地価によれば、上麻生2-24-25の地点で40万2000円/m²、上麻生3-9-42の地点で27万7000円/m²、上麻生4-36-5の地点で33万8000円/m²、上麻生7-12-11の地点で22万円/m²となっている。

## 歴史

### 沿革
- 1889年（明治22年）4月1日 - 町村制の施行により、都筑郡柿生村が成立。柿生村大字上麻生となる。
- 1939年（昭和14年）4月1日 - 川崎市に編入。川崎市上麻生となる。
- 1974年に新百合ヶ丘駅が開業し、それ以後上麻生北部丘陵地の開発が進められる。
- 1984年（昭和59年）3月19日 - 新百合丘駅周辺特定土地区画整理事業[10][11]による換地処分と住居表示の実施に伴い、上麻生の一部から上麻生1丁目〜3丁目を新設[5]。
- 1987年（昭和62年）11月1日 - 山口台土地区画整理事業[10][12]による換地処分と住居表示の実施に伴い、上麻生の一部から上麻生4丁目を新設、上麻生の一部を上麻生2丁目、上麻生3丁目、王禅寺字日光（のちに王禅寺西6丁目）に編入[5]。
- 1996年（平成8年）11月23日 - 住居表示の実施に伴い、上麻生の一部から上麻生5丁目を新設、上麻生の一部を上麻生3丁目、上麻生4丁目に編入する[5]。
- 1999年（平成11年）10月12日 - 住居表示の実施に伴い、上麻生6丁目〜7丁目を新設、上麻生の一部を上麻生5丁目に編入する[5]。
- 2000年（平成12年）11月6日 - 住居表示の実施に伴い、上麻生の一部を上麻生5丁目に編入する[5]。

### 町名の変遷
| 実施後      | 実施年月日                | 実施前（各町名ともその一部）                                             |
| ----------- | ------------------------- | ------------------------------------------------------------------------ |
| 上麻生1丁目 | 1984年（昭和59年）3月19日 | 字山口、万福寺（各一部）                                                 |
| 上麻生2丁目 | 1984年（昭和59年）3月19日 | 字山口、王禅寺（各一部）                                                 |
| 上麻生2丁目 | 1987年（昭和62年）11月1日 | 字山口、王禅寺（各一部）                                                 |
| 上麻生3丁目 | 1984年（昭和59年）3月19日 | 字山口（一部）                                                           |
| 上麻生3丁目 | 1987年（昭和62年）11月1日 | 字山口（一部）                                                           |
| 上麻生3丁目 | 1996年（平成8年）11月23日 | 字山口（一部）                                                           |
| 上麻生4丁目 | 1987年（昭和62年）11月1日 | 字山口（一部）                                                           |
| 上麻生4丁目 | 1996年（平成8年）11月23日 | 字山口（一部）                                                           |
| 上麻生5丁目 | 1996年（平成8年）11月23日 | 字山口、大ヶ谷戸、仲村、王禅寺字日光（各一部）                           |
| 上麻生5丁目 | 1999年（平成11年）11月1日 | 字山口、大ヶ谷戸、仲村、王禅寺字日光（各一部）                           |
| 上麻生5丁目 | 2000年（平成12年）11月6日 | 字山口、大ヶ谷戸、仲村、王禅寺字日光（各一部）                           |
| 上麻生6丁目 | 1999年（平成11年）11月1日 | 字白根、大ヶ谷戸、仲村（各一部）                                         |
| 上麻生7丁目 | 1999年（平成11年）11月1日 | 字仲村、白根、亀井、下麻生字原、台、国領、柳里、王禅寺字源内谷（各一部） |

## 世帯数と人口
2025年（令和7年）6月30日現在（川崎市発表）の世帯数と人口は以下の通りである。
| 大字・丁目  | 世帯数     | 人口     |
| ----------- | ---------- | -------- |
| 上麻生      | 45世帯     | 102人    |
| 上麻生1丁目 | 539世帯    | 731人    |
| 上麻生2丁目 | 1,012世帯  | 2,158人  |
| 上麻生3丁目 | 1,879世帯  | 3,916人  |
| 上麻生4丁目 | 1,449世帯  | 3,435人  |
| 上麻生5丁目 | 2,437世帯  | 4,664人  |
| 上麻生6丁目 | 1,380世帯  | 2,448人  |
| 上麻生7丁目 | 1,360世帯  | 2,712人  |
| 計          | 10,101世帯 | 20,064人 |

### 人口の変遷
国勢調査による人口の推移。
| 年                 | 人口   |
| ------------------ | ------ |
| 1995年（平成7年）  | 12,369 |
| 2000年（平成12年） | 14,751 |
| 2005年（平成17年） | 17,131 |
| 2010年（平成22年） | 18,423 |
| 2015年（平成27年） | 19,651 |
| 2020年（令和2年）  | 20,511 |

### 世帯数の変遷
国勢調査による世帯数の推移。
| 年                 | 世帯数 |
| ------------------ | ------ |
| 1995年（平成7年）  | 4,614  |
| 2000年（平成12年） | 5,922  |
| 2005年（平成17年） | 6,982  |
| 2010年（平成22年） | 8,269  |
| 2015年（平成27年） | 8,812  |
| 2020年（令和2年）  | 9,439  |

## 学区
市立小・中学校に通う場合、学区は以下の通りとなる（2021年12月時点）。
| 大字・丁目  | 番・番地等                                         | 小学校                 | 中学校             |
| ----------- | -------------------------------------------------- | ---------------------- | ------------------ |
| 上麻生      | 全域                                               | 川崎市立柿生小学校     | 川崎市立柿生中学校 |
| 上麻生1丁目 | 全域                                               | 川崎市立麻生小学校     | 川崎市立麻生中学校 |
| 上麻生2丁目 | 全域                                               | 川崎市立南百合丘小学校 | 川崎市立麻生中学校 |
| 上麻生3丁目 | 全域                                               | 川崎市立麻生小学校     | 川崎市立麻生中学校 |
| 上麻生4丁目 | 1～51番                                            | 川崎市立麻生小学校     | 川崎市立麻生中学校 |
| 上麻生4丁目 | 52～57番                                           | 川崎市立柿生小学校     | 川崎市立麻生中学校 |
| 上麻生5丁目 | 1～3番 7～14番                                     | 川崎市立柿生小学校     | 川崎市立麻生中学校 |
| 上麻生5丁目 | 4～6番 15～52番                                    | 川崎市立柿生小学校     | 川崎市立柿生中学校 |
| 上麻生6丁目 | 全域                                               | 川崎市立柿生小学校     | 川崎市立柿生中学校 |
| 上麻生7丁目 | 1～25番 27～32番 34～38番 39番7号～最終号 40～44番 | 川崎市立柿生小学校     | 川崎市立柿生中学校 |
| 上麻生7丁目 | 26番、33番                                         | 川崎市立東柿生小学校   | 川崎市立柿生中学校 |

## 事業所
2021年（令和3年）現在の経済センサス調査による事業所数と従業員数は以下の通りである。
| 大字・丁目  | 事業所数  | 従業員数 |
| ----------- | --------- | -------- |
| 上麻生      | 5事業所   | 59人     |
| 上麻生1丁目 | 415事業所 | 7,930人  |
| 上麻生2丁目 | 36事業所  | 197人    |
| 上麻生3丁目 | 58事業所  | 619人    |
| 上麻生4丁目 | 60事業所  | 684人    |
| 上麻生5丁目 | 141事業所 | 1,335人  |
| 上麻生6丁目 | 93事業所  | 2,165人  |
| 上麻生7丁目 | 55事業所  | 808人    |
| 計          | 863事業所 | 13,797人 |

### 事業者数の変遷
経済センサスによる事業所数の推移。
| 年                 | 事業者数 |
| ------------------ | -------- |
| 2016年（平成28年） | 883      |
| 2021年（令和3年）  | 863      |

### 従業員数の変遷
経済センサスによる従業員数の推移。
| 年                 | 従業員数 |
| ------------------ | -------- |
| 2016年（平成28年） | 12,857   |
| 2021年（令和3年）  | 13,797   |

## 交通
北部は新百合ヶ丘駅、南部は柿生駅が近い。中央部を尻手黒川道路が通る。
- 東京都道3号世田谷町田線（津久井道）
- 神奈川県道12号横浜上麻生線（横浜上麻生道路）

## 施設
- 柿生駅
- 川崎市立麻生小学校
- 川崎市立麻生中学校
- 昭和音楽大学
- イオンスタイル新百合ヶ丘
- 新百合ヶ丘エルミロード
- 常安寺 (川崎市)
- 月読神社 (川崎市)

## その他

### 日本郵便
- 郵便番号 : 215-0021[3]（集配局：麻生郵便局[23]）

### 警察
町内の警察の管轄区域は以下の通りである。
| 大字・丁目  | 番・番地等 | 警察署     | 交番・駐在所       |
| ----------- | ---------- | ---------- | ------------------ |
| 上麻生      | 全域       | 麻生警察署 | 柿生交番           |
| 上麻生1丁目 | 全域       | 麻生警察署 | 新百合ヶ丘駅前交番 |
| 上麻生2丁目 | 全域       | 麻生警察署 | 新百合ヶ丘駅前交番 |
| 上麻生3丁目 | 全域       | 麻生警察署 | 新百合ヶ丘駅前交番 |
| 上麻生4丁目 | 全域       | 麻生警察署 | 新百合ヶ丘駅前交番 |
| 上麻生5丁目 | 全域       | 麻生警察署 | 柿生交番           |
| 上麻生6丁目 | 全域       | 麻生警察署 | 柿生交番           |
| 上麻生7丁目 | 全域       | 麻生警察署 | 柿生交番           |

## 関連文献
- 「上麻生村」『新編武蔵風土記稿』 巻ノ86都筑郡ノ6、内務省地理局、1884年6月。NDLJP:763987/85。